# تشاك فنسنت (مخرج)
تشاك فنسنت (بالإنجليزية: Charles V. Dingley)‏ هو كاتب سيناريو ومخرج أمريكي، ولد في 6 سبتمبر 1940 في ميشيغان في الولايات المتحدة، وتوفي في 23 سبتمبر 1991 في كي ويست في الولايات المتحدة.

## وصلات خارجية
- تشاك فنسنت على موقع IMDb (الإنجليزية)
- تشاك فنسنت على موقع ألو سيني (الفرنسية)
- تشاك فنسنت على موقع أول موفي (الإنجليزية)
- تشاك فنسنت على موقع قاعدة بيانات الأفلام السويدية (السويدية)
- تشاك فنسنت على موقع كينوبويسك (الروسية)